# Shawville (Quebec)
Shawville es un municipio canadiense situado en la provincia de Quebec.

## Superficie
Shawville tiene una superficie de 5,38 km².

## Demografía
En 2021, tenía 1668 habitantes, una densidad poblacional de 310,1 hab./km², y 807 viviendas.